# Henryk Wawrowski
Henryk Wawrowski (Szczecin, 1949. szeptember 25. –) olimpiai ezüstérmes lengyel labdarúgó, hátvéd.

## Pályafutása

### Klubcsapatban
1968 és 1970 között az Arkonia Szczecin, 1970–71-ben a Gwardia Warszawa, 1972 és 1979 között a Pogoń Szczecin labdarúgója volt. 1980–81-ben a görög PAE Iraklísz csapatában szerepelt. 1981–82-ben ismét az Arkonia játékosa volt. 1983-ban a dán Esbjerg együttesében fejezte be az aktív labdarúgást.

### A válogatottban
1974 és 1978 között 25 alkalommal szerepelt a lengyel válogatottban és 1976-ban ötször az olimpiai csapatban. Tagja volt az 1976-os montréali olimpiai játékokon ezüstérmet szerzett csapatnak.

## Sikerei, díjai
Lengyelország
- Olimpiai játékok
  - ezüstérmes: 1976, Montréal